# Miroslav Hlaučo
Miroslav Hlaučo (* 1967 Bobrovec, okres Liptovský Mikuláš) je český manažer v oblasti medicínského výzkumu a vývoje buněčných technologií a spisovatel, autor románu Letnice. Rozpomínání na konec světa, který byl oceněn jako kniha roku v cenách Magnesia Litera 2025.
Narodil se v Bobrovci na Slovensku, vystudoval klinickou farmacii v Bratislavě. V roce 1990 přesídlil do Prahy, kde studoval režii na DAMU a filmovou vědu na Filozofické fakultě Univerzity Karlovy. V roce 1996 obdržel cenu Josefa Hlávky. V letech 1994-2002 pracoval jako režisér v několika českých divadlech a učil na Vyšší odborné škole herecké v Praze. Je autorem několika dramatizací. Externě spolupracoval i s Českým rozhlasem. V roce 2002 se vrátil profesně zpátky k farmacii. Pracoval pro společnosti Baxter (2002-2011) a Sotio - SCTbio (od roku 2011 do současnosti).  

## Dílo
- Letnice. Rozpomínání na konec světa, Paseka, 2024

## Ocenění
Román Letnice získal na cenách Magnesia Litera 2025 hlavní cenu za knihu roku i ocenění v kategorii za debut roku. Získal také třetí místo v anketě Kniha roku Lidových novin 2024. Umístil se také na prvním místě v anketě  Knihy roku Deníku N  2024 v hlasování odborné veřejnosti v kategorii beletrie.